# Alina Dichtjar
Alina Dichtjar (Dnjepropetrovsk, 29 juli 1988) is een Oekraïense kunstschaatsster.
Dichtjar is actief in het paarrijden en haar vaste sportpartner is Filip Zalevski en zij worden gecoacht door Dmitri Sjkidtsjenko. In het verleden schaatste zij onder andere met Roeslan Badeev. Dichtjar en Zalevski schaatsen samen sinds 2003.
| records             | punten | datum      | toernooi                |
| ------------------- | ------ | ---------- | ----------------------- |
| Hoogste totaalscore | 122.02 | 02-10-2004 | Ukrainian Souvenir 2004 |
| Hoogste korte kür   | 44.29  | 30-09-2004 | Ukrainian Souvenir 2004 |
| Hoogste lange kür   | 77.73  | 02-10-2004 | Ukrainian Souvenir 2004 |

## Belangrijke resultaten
| Kampioenschap           | 2003 | 2004 | 2005 | 2006   |
| ----------------------- | ---- | ---- | ---- | ------ |
| Europees Kampioenschap  |      |      |      | 13e    |
| Nationaal Kampioenschap | 4e   |      |      | Zilver |
| WK junioren             |      |      | 12e  |        |
| NK junioren             |      |      | Goud |        |